# Eksperyment BOOMERanG
Eksperyment BOOMERanG (ang. Balloon Observations of Millimetric Extragalactic Radiation and Geophysics) – eksperyment mierzący właściwości mikrofalowego promieniowania tła (CMB) przeprowadzony w latach 1998 i 2003.

## Przebieg eksperymentu
Eksperyment składał się z dwóch lotów nad Antarktydą balonu stratosferycznego wyposażonego w teleskop z przyrządami pomiarowymi. Lot testowy przeprowadzono 30 sierpnia 1997 z siedziby NCBF w Palestine (Teksas).

### Pierwszy lot
Pierwszy lot rozpoczął się od startu ze stacji McMurdo 29 grudnia 1998 o 3:30 GMT i trwał 259 godzin wzdłuż 79° równoleżnika, na wysokości 37–38,5 km. W tym czasie mierzono anizotropię temperatury CMB. Obserwacje były skoncentrowane na regionie nieba o współrzędnych α = 5h i δ = −45°, w którym występuje zmniejszona emisja termiczna od pyłu międzygwiazdowego i który znajdował się w opozycji do Słońca.

### Drugi lot
Start do drugiego lotu nastąpił z lądowiska Williams Field w pobliżu stacji McMurdo 6 stycznia 2003. Lot trwał 311 godzin. Jego celem był pomiar anizotropii temperatury i polaryzacji CMB.

## Urządzenie
Zestaw pomiarowy składał się z balonu przygotowanego przez NASA i NCBF, do którego była podczepiona gondola z zestawem detektorów, schłodzonych do temperatury 0,28 K, zamontowanych w ogniskowej 1,3-metrowego teleskopu.

## Instrumenty pomiarowe
Na płaszczyźnie ogniskowania zamontowano 16 detektorów bolometrycznych, schłodzonych przy użyciu cylindrycznego pojemnika z ciekłym 3He. Światło z teleskopu przechodziło przez okno na dnie kriostatu zawierającego po 60 litrów ciekłego azotu i helu.

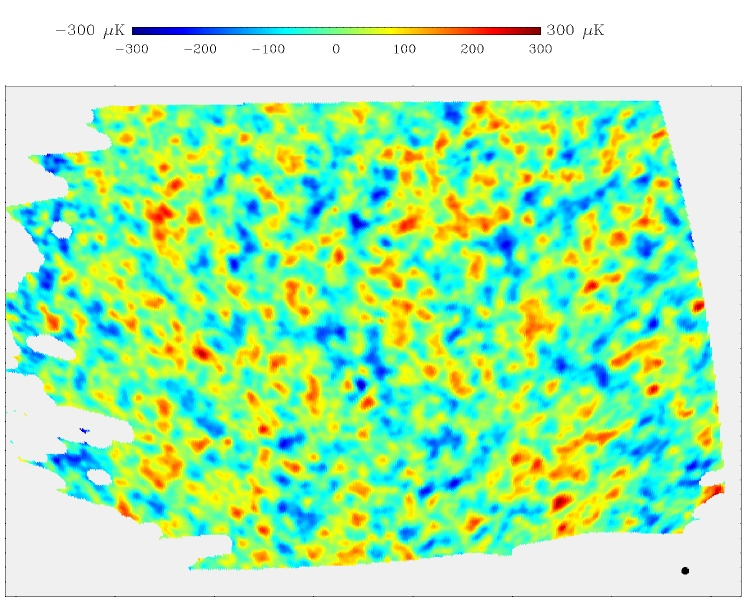
Mapa anizotropii CMB uzyskana w eksperymencie BOOMERanG

## Rezultaty
Dane z eksperymentu określiły kształt Wszechświata jako płaski i potwierdziły spójność tych danych z modelami zimnej ciemnej materii oraz scenariuszami inflacji kosmologicznej. BOOMERanG opracował również mapę anizotropii CMB.